# Средњодермална еластолиза
Средњодермална еластолиза (СДЕ) стечено је обољење еластичног ткива коже које се манифестује финим борама коже и губитком еластичних влакана средње дела коже. Ова  клиничка и хистолошка дијагноза претежно погађа младе, здраве жене. Иако нема пријављених системских карактеристика, психички је узнемирујућа јер изазвати изражену козметичку забринутост.
Патогенеза СДЕ остаје непозната, иако потенцијалне теорије сугеришу корелацију са излагањем сунцу, као и аутоимуношћу. Иако клиничари могу да умање озбиљност ове дијагнозе јер нема системских манифестација, морају бити свесни драматичних козметичких импликација за погођене пацијенте (посебно жене).

## Историја
Средњодермалну еластолизу први су описали Шели и Вуд 1977. године као „боре због идиопатског губитка средњег дермалног еластичног ткива“. Пацијент кога су пријавили Шели и Вуд имао је историју рекурентне, необјашњиве уртикарије која је претходила развоју асимптоматских, фино набораних плакова. 
У следећем извештају Бренера и сардника (1978) описана су два морфолошка подтипа средњодермална еластолиза: 
- СДЕ тип 1, који се састоји од финих бора распоређених паралелно са линијама цепања коже

- СДЕ тип 2, који се састоји од минијатурних, меких папулозних лезија сачињених од ситних перифоликуларних избочина.

Од тог времена, скоро 90 случајева СДЕ пријављено је у литератури, а недавно је описан и трећи морфолошки подтип који представља ретикуларни еритем.

## Епидемиологија
Ова болест углавном погађа младе до средовечне жене беле расе. 

## Етиопатогенеза
Фибриларни колаген и еластин су два најзаступљенија састојка екстрацелуларног матрикса, који одржавају структуру коже.  Густина и просторно поравнање архитектуре колагена и еластина дефинишу механичка својства ткива коже, односно млитавост, крутост и порозност. Еластична влакна, која се састоје од унутрашњег језгра умрежених еластинских протеина окружених фибрилинским микрофибрилима, формирају архитектонски различиту мрежу која кожи даје својства еластичног трзања. Промет еластина код одрасле особе је веома низак, а његов полуживот вероватно премашује животни век појединца. Ово има клиничке импликације, јер једном када се ова влакна изгубе, кожа дефинитивно губи своју еластичност.
Патогенеза СДЕ није добро схваћена, али се претпоставља да је повезана са индукцијом матриксних металопротеиназа. Матрикс металопротеиназе (ММП) играју централну улогу у физиолошком и благовременом разградњи екстрацелуларног матрикса који је суштински важан за ембрионални развој, морфогенезу, репродукцију и ресорпцију и ремоделирање ткива. Експресија већине матриксних металопротеиназа је транскрипционо регулисана факторима раста, хормонима, цитокинима и ћелијском трансформацијом. Протеолитичке активности матрикс металопротеиназе  су прецизно контролисане ендогеним инхибиторима, α-макроглобулинима и ткивним инхибиторима металопротеиназа (ТИМП). Растворљиви фактор, интеракција ћелија-матрикс и ћелија-ћелија су укључени у комплексну природу индукције матрикс металопротеиназе. Равнотежа између активираних матрикс металопротеиназе  и ткивним инхибиторима металопротеиназа одређује укупну протеолитичку активност матрикс металопротеиназе   и, последично, степен деградације екстрацелуларног матрикса. Даље, локални поремећај ове равнотеже може довести до патолошких деградативних процеса као што је повећана еластолиза. Неколико студија је спекулисало о неравнотежи у матрикс металопротеиназе и активностима ткивног инхибитора металопротеиназе у СДЕ. Прецизније, матрикс металопротеиназе желатиназа А (матрикс металопротеиназе -2) и желатиназа Б (матрикс металопротеиназе -9) су умешане у физиолошки и патолошки распад неколико екстрацелуларних матрикс протеина. Култивисани фибробласти из коже са СДЕ лезијом су показали повећану синтезу еластаза. Неки истраживачи предпостављају претпостављају да смањена инхибиција еластазе у комбинацији са повећаном активношћу ММП праћена еластофагоцитозом може представљати позадину на којој може настати СДЕ. Поред матрикс металопротеиназе, утврђено је да је породица лизил оксидаза (ЛОКС) одговорна за формирање колагенских и еластинских влакана у екстрацелуларном матриксу. Поред ЛОКС-а, четири протеина слична ЛОКС-у (ЛОКСЛ) такође су идентификована и играју улогу у биосинтези и обнављању еластичног ткива и да повећана експресија матрикс металопротеиназе-9 смањује нивое ЛОКСЛ2 мРНА у лезијској МДЕ кожи.
Остаје непознато да ли су ултраљубичасто зрачење или хормонски окидачи патогени фактори СДЕ. Свакако, хормонска и/или УВ-индукована промена у матрикс металопротеиназе  би потенцијално могла да објасни недвосмислен проценат пријављених пацијената, као и значајну историју излагања сунцу или соларијуму. Бренштајн и сардници известили су о индукцији матрикс металопротеиназе -1 и матрикс металопротеиназе -3 изазваној УВБ-зрацима, а затим  су открили повећане нивое матрикс металопротеиназе -1 у биопсијама људске коже добијеним 1 дан након зрачења са две минималне дозе УВБ за еритем.  Док су други истраживачи приметио да инфрацрвени/видљиви светлосни спектар сунчеве светлости значајно повећава експресију матрикс металопротеиназе -1 и матрикс металопротеиназе-9.
Занимљиво је да је утврђено да ендогени естроген погоршава упалу изазвану УВ зрачењем и фото-старење код мишева. Међутим, према нашим сазнањима, једина студија која је тренутно објављена која повезује естроген и матрикс металопротеиназе   процењивала је улогу естрогена на остеоартритичним хондроцитима и заправо је открила да је естроген протективан и да може побољшати неравнотежу између количина матрикс металопротеиназе  и ткивног инхибитора металопротеиназе у хондроцитима жена са остеоартритисом у постменопаузи.

## Клиничка слика
Клинички, СДЕ претежно погађа труп, рамена, леђа и горње екстремитете и обично поштеди дланове, табане и лице ( само 12,7% пацијената имало је захваћеност лица и дисталних екстремитета).
Пацијенти обично имају асимптоматске, добро разграничене, симетричне фине боре коже (Тип 1) и перифоликуларне папуларне избочине (Тип 2). Трећи тип, еритематозна ретикуларна варијанта, недавно је описан.

## Дијагноза
Неинвазивне методе снимања, као што су оптичка кохерентна томографија и ултразвук високе фреквенције, потенцијални су нови модалитети који су недавно пријављени да су од користи у процени СДЕ.
У дијагностици се може применити и мултифотонска микроскопија, која користи блиску инфрацрвену светлост за визуелизацију дубоких ткива и експлоатацију аутофлуоресцентних екстрацелуларних матриксних влакана, јер је заснована на израчунавању и тродимензионалној кпроцени еластичних влакана.

## Диференцијална дијагноза
Диференцијална дијагноза СДЕ укључује:
- анетодерму,

- ануларни еластолитички гигантски ћелијски гранулом,

- синдром лабаве коже
- еластични псеудоксантом сличан папиларној дермалној еластози.

## Терапија
За сада нема извештаја о ефикасном лечењу средњодермална еластолизе (СДЕ). У ствари, већина студија не извештава о модалитетима лечења, вероватно због бенигног тока СДЕ. Употреба локалних и системских стероида, колхицина  и третиноина све више се користи у терапији. Чини се да је топикални третиноин најчешће коришћен и за који се наводи да смањује боре, али не и да мења природну историју болести.
Терапије у истраживању
Нове природне терапије укључују екстракт соје и еикозапентанску киселину. Кожа миша и свиња локално третирана екстрактима соје показала је побољшану мрежу еластичних влакана и инхибицију еластаза. Даље, експресија еластина је такође повећана у људској кожи трансплантираној на имунодефицијентне мишеве као одговор на третман соје. Утврђено је да локална примена еикозапентанске киселине инхибира експресију ММП-1 изазвану УВ зрачењем у дермалним фибробластима, као и да повећава колагена и еластична влакна (тропоеластин и фибрилин-1; док СДЕ не мења микрофибриле фибрилина, еикозапентанска киселина може бити потенцијално средство за лечење СДЕ.
Психосоцијална подршка
Имајући у виду да могуће козметичке импликације СДЕ могу променити живот пацијента клиничари не би требало да занемаре психосоцијални утицај ове дијагнозе.